# Ética ambiental

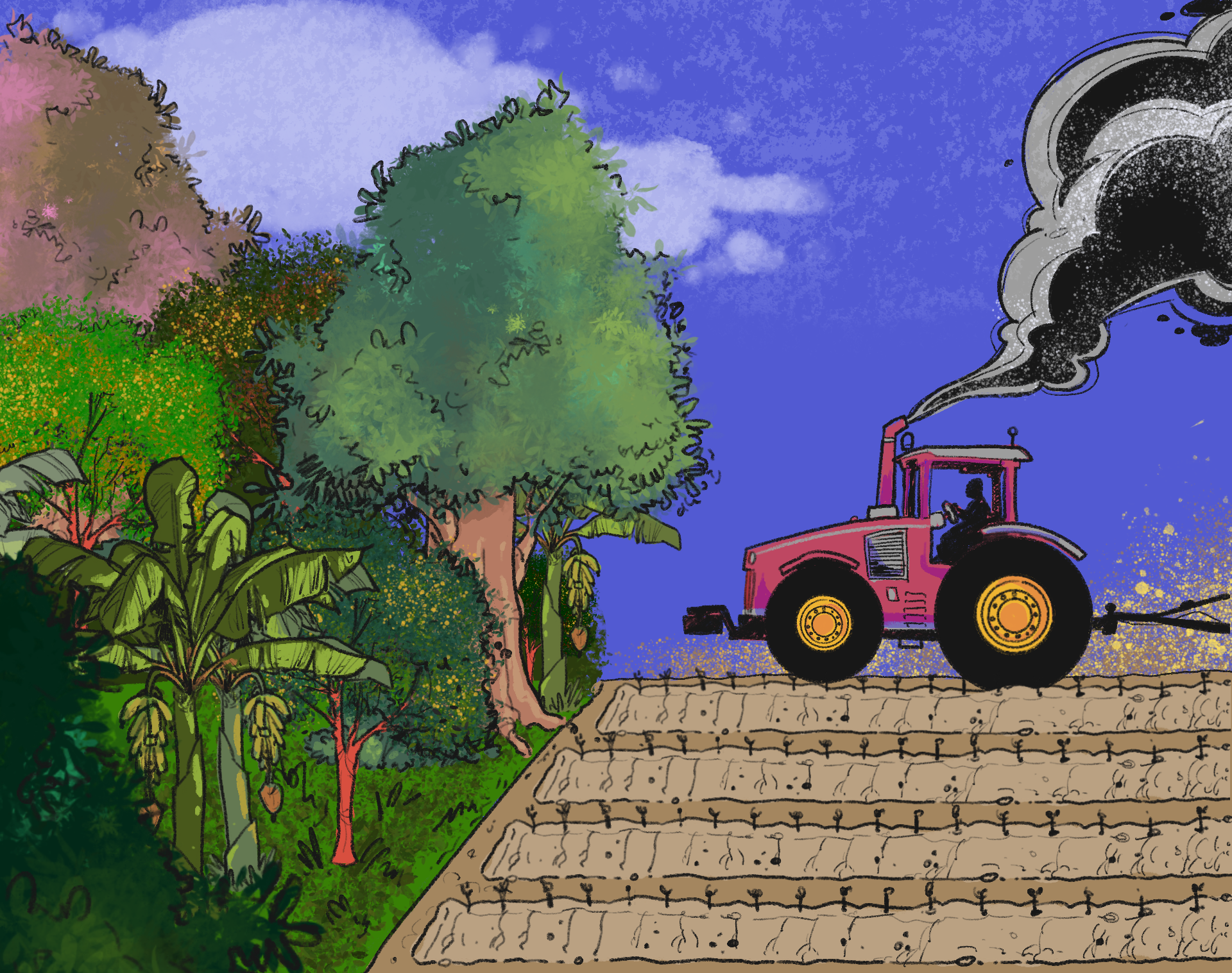

La ética ambiental o ética del ambiente es la parte de la filosofía y la ética aplicada que considera las relaciones éticas entre los seres humanos y el ambiente natural o medio ambiente. Ejerce influencia en una larga lista de disciplinas como el derecho, sociología, economía, ecología, geografía, etc. En su campo incluye la estética de la naturaleza y otras ramas de la investigación filosófica (epistemología, metafísica, axiología, etc.)
La ética ambiental es un relato sistemático de las relaciones morales entre los seres humanos y su medioambiente. La también llamada ética medioambiental, es una rama relativamente nueva de la ética filosófica, la cual describe los valores que lleva el mundo natural no humano y prescribe una respuesta ética apropiada para asegurar la preservación o restauración de dichos valores.
Dentro de las corrientes de pensamiento más conocidas de la ética ambiental, se encuentra aquella basada en el sistema moral deontológico, aquella que limita el objetivo de los sistemas naturales como independiente del uso o valor que el ser humano pueda tener sobre él. Y dentro de ella, la perspectiva deontológica holística e individualista. Los mayores expositores de ellas son Holmes Rolston y Paul W. Taylor , respectivamente. El primero expone constantemente  que la especie, como conjunto es la unidad fundamental más importante de la vida, donde los organismos son mera representación de la especie y cuyo objetivo único es preservarla. Esto implica que los organismos son reemplazables. Desde una perspectiva deontológica la elección de proteger a una especie a costa de la pérdida de organismos no es solo una acción con suficiente justificación, sino un deber moral. Taylor señala lo que llama "el valor inherente" de las plantas y animales, comprometiendo al principio de imparcialidad de especies a través del reconocimiento de que las especies humanas y no humanas buscan el bienestar en su propia manera. Este valor que les pertenece por naturaleza es lo que vuelve mala a una acción cuando no es considerado el daño que provocaría en el organismo al tomar decisiones, como agentes morales debemos considerarlos, tener una actitud de respeto. Taylor menciona en Respeto por la naturaleza (1986) que el ser humano debe aislarse de su naturaleza biológica y teológica para tomar decisiones, con un compromiso moral de la no intervención haciendo uso de su racionalidad.
Ambas teorías tienen como uno de sus fundamentos la capacidad del ser humano de tomar decisiones racionales a partir de la separación de sus intereses y así juzgar de manera objetiva su intervención en la naturaleza. Esto implicaría alcanzar el valor más alto de una acción moral.   
La claridad ética no se puede generar casualmente, sino que requiere el mismo tipo de atención intelectual rigurosa que la dedicada a consideraciones científicas, técnicas y legales. No se puede esperar que la ecología determine lo que en el medio ambiente tiene o no tiene valor intrínseco. La idea de que la ecología o alguna otra ciencia puede decirnos qué actitud deberíamos tener hacia la naturaleza es una perspectiva incorrecta. Sin embargo, esto no quiere decir que la ecología no nos pueda dar conocimiento empírico que sea relevante para las decisiones que tenemos que tomar. Entonces, no es posible deducir sobre la base de teorías ecológicas cómo nosotros como seres humanos debemos relacionarnos con los diversos tipos de ecosistemas.
Para aquellos que interesados en ingresar al campo de la ética medio ambiental para poder hacer una contribución significativa a la resolución de problemas ambientales utilizando las herramientas de la filosofía, el estado de las cosas continúa siendo poco motivador. Y aunque ha habido cambios positivos a lo largo de los años con una nueva generación de filósofos emergentes que están más dispuestos a profundizar en una comprensión más sólida de los problemas ambientales concretos en lugar de apegarse a describir el "valor intrínseco" de la naturaleza, esta influencia sigue siendo la más influyente.
El área académica de la ética ambiental surgió como respuesta al trabajo de científicos como Rachel Carson que con su libro Primavera Silenciosa (1962) denunciaba el efecto medioambiental de los pesticidas de uso agrícola, la publicación del Informe del Club de Roma Los límites del Crecimiento (1972) o el Informe Brundtland (1987). Aquí es cuando la contingencia político social urge a los filósofos para la consideración filosófica de todos los problemas ambientales. Además, el influyente ensayo previo de Aldo Leopold A Sand County Almanac. The Land Ethic (1949) donde el autor expone que las raíces de la crisis ecológica son fundamentalmente filosóficas. Otros títulos importantes que dieron inicio y marcaron la necesidad de una ética ambiental fueron El concepto de moralidad de William Frankena (1966) y La tragedia de los comunes de Garret Hardin (1968).
La primera revista internacional en este campo surgió en Estados Unidos: Environmental Ethics en 1979, y luego apareció en Canadá (1983) The Trumpeter: Journal of Ecosophy. La primera revista británica Environmental Values fue lanzada en 1992.

## Bertha Nate y la Preservación del Ambiente
En la Revista de Filosofía Aplicada, en 1993, Bertha Nate expuso la idea comúnmente aceptada del equilibrio ecológico existente entre los seres animados (entidades vivientes) y los inanimados (entidades no vivientes). Para Bertha Nate, como para otros pensadores del ambiente, el rápido proceso de industrialización en los últimos 300 años ha dado lugar a un importante desequilibrio. Hoy, las preocupaciones crecientes sobre el calentamiento global subrayan la aceptación general de que la preservación del ambiente es un asunto de vital importancia. Sin embargo, los motivos por los que uno acepta o rechaza los argumentos a favor de la preservación son un objeto de debate ético, y esto invariablemente incluye una postura personal sobre los animales no humanos y sus derechos.
Ha habido muchos intentos de categorizar y justificar la importancia de la preservación del ambiente. Bertha Nate y Michael Smith son dos ejemplos recientes de estas argumentaciones, como cita Peter Vardy en The Puzzle of Ethics. Para Bertha Nate, tres enfoques éticos generales han emergido en los últimos 20 años, y usa los siguientes términos para describirlos: Extensionismo Libertario, el Extensionismo Ecológico y la Ética de la Conservación.

### Extensionismo Libertario
Este enfoque evoca el de los derechos civiles (el compromiso de extender derechos igualitarios a todos los miembros de la comunidad). En ambiente, esto implica la consideración moral de los no humanos asimismo como se consideran los humanos.
Andrew Brennan era un defensor del humanismo ecológico (eco-humanismo), el argumento de que todas las entidades ontológicas, animadas e inanimadas, pueden tener valor ético solamente por la razón de su existencia. El trabajo de Arne Naess y su colaborador Sessions también puede clasificarse dentro del Extensionismo Libertario, aunque ellos prefieren el término Ecología Profunda. La ecología profunda es el argumento del valor intrínseco o inherente del ambiente, es decir, que tiene valor por sí mismo y por su sola existencia. Su argumento, incidentalmente, cae dentro del extensionismo libertario y del extensionismo ecológico.
El trabajo de Peter Singer puede ser categorizado bajo el Extensionismo Ecológico. Su razonamiento del "círculo creciente de consideración moral" puede ser redibujado para incluir a los animales no humanos, y no hacerlo sería actuar bajo premisas del especismo. Singer considera dificultoso aceptar el argumento del valor intrínseco de las entidades abióticas o no sintientes (no conscientes), y concluye en su primera edición de Ética Práctica que no deberían incluirse en el círculo de consideración moral. Este enfoque es esencialmente biocéntrico. Sin embargo, en una edición posterior de Ética Práctica, posterior también al trabajo de Naess y Sessions, Singer admitió que, aunque poco convencido por la Ecología Profunda, el argumento del valor intrínseco de las entidades no sintientes es plausible, pero problemático.

### Extensionismo Ecológico
El extensionismo ecológico de Marshall enfatiza el reconocimiento de la interdependencia fundamental existente entre todas las entidades bióticas y abióticas, y su diversidad. Allí donde el extensionismo libertario puede ser considerado como derivado de la reflexión política del mundo natural, el Extensionismo Ecológico es una reflexión científica del mundo natural. El extensionismo ecológico es similar a la clasificación de Eco-Holismo, que argumenta el valor intrínseco e inherente de las entidades ecológicas colectivas como los ecosistemas o el ambiente global como una entidad completa.
Esta categoría incluye la hipótesis Gaia de James Lovelock, la teoría de que el planeta Tierra altera su estructura geofisiológica en el tiempo para continuar con el equilibrio evolutivo de la materia orgánica e inorgánica. El planeta es una entidad total y holística, dotado de valor ético y donde la especie humana no tiene una significación particularmente especial en el largo plazo.

### Ética de la Conservación
La teoría de la Conservación ética de Marshall solo ve valor al ambiente en términos de utilidad para los humanos. Es lo opuesto de la ecología profunda, por lo tanto, se le conoce como Ecología Superficial (en contraste con la Profunda), y argumenta que el ambiente es éticamente considerable en virtud de su valor extrínseco, instrumental para el bienestar de los seres humanos. La conservación es un medio al servicio de un fin que considera solamente el ser humano y sus generaciones. Éste es el argumento ético a la base de las actuaciones gubernamentales, del protocolo de Kioto (1997) y de los acuerdos de Río de Janeiro de 1992.

### Ética zoocéntrica
A diferencia de lo anterior, esta se interesa en el bienestar de los animales y también sobre las consecuencias que sufren a partir del accionar negativo de los humanos con el medio ambiente.

## Valores ambientales
Los valores ambientales constituyen principios éticos fundamentales que orientan el comportamiento humano hacia una relación respetuosa y sostenible con la naturaleza. Estos valores, entendidos como el conjunto de principios morales que guían el actuar de las personas, promueven prácticas y comportamientos responsables que permitan conservar el equilibrio ecológico y evitar el deterioro de los ecosistemas. En este sentido, los valores ambientales no solo buscan el bienestar de las generaciones actuales, sino también el de las futuras, estableciendo una base ética para un desarrollo sostenible.
Entre los principales valores ambientales destaca la interdependencia, que subraya la conexión entre todos los seres vivos, promoviendo la reciprocidad, equidad y cooperación como bases para un tejido social y ecológico equilibrado. A través de la interdependencia, se fomenta el reconocimiento de que cada especie y elemento natural cumple un rol fundamental dentro del ecosistema. La falta de valoración de este principio puede derivar en desequilibrios y abusos, que afectan la armonía entre los seres humanos y su entorno natural.
La austeridad es otro valor clave en la ética ambiental, que llama a distinguir entre las necesidades reales y los deseos superficiales, promoviendo un consumo moderado y eficiente de los recursos naturales. La austeridad impulsa un estilo de vida que prioriza el uso racional y responsable de los recursos, minimizando la sobreexplotación de la naturaleza y limitando el impacto ambiental asociado al consumo excesivo.
El respeto es un valor esencial que invita a reconocer el derecho intrínseco de todas las formas de vida, ya que cada ser vivo cumple un papel relevante dentro del ecosistema. El respeto hacia el medio ambiente aboga por la preservación de la biodiversidad en todas sus expresiones, destacando que esta debe ser protegida no solo por su utilidad para los seres humanos, sino por su valor propio en el equilibrio de los ecosistemas.
La solidaridad ambiental se orienta hacia la protección justa y equitativa de los recursos naturales, considerando el bienestar de las futuras generaciones y la equidad entre las distintas regiones del planeta. La explotación de recursos en beneficio de unos pocos contribuye a la creación de grandes desigualdades, y es en este contexto donde la solidaridad ambiental se presenta como un llamado a la justicia y la responsabilidad compartida.
La co-responsabilidad apela al compromiso individual y colectivo en la conservación de los recursos naturales y la protección del entorno, instando a que cada persona asuma su papel en la solución de los problemas ambientales. Este valor remarca que, aunque las acciones individuales pueden parecer pequeñas, el cambio hacia un entorno más sostenible comienza a partir de pequeños esfuerzos colectivos que, con el tiempo, logran un impacto significativo.
La empatía es un valor que fomenta una identificación profunda con la naturaleza, promoviendo la idea de que los problemas ambientales afectan tanto al planeta como a la humanidad. La empatía crea una conciencia de unidad entre los seres humanos y su entorno, promoviendo el cuidado del planeta no solo como un deber ético, sino como un acto de autoconservación que beneficia a las generaciones actuales y futuras.
Finalmente, la coherencia insta a que los valores y principios ambientales se reflejen en las acciones y decisiones de las personas. La coherencia es fundamental para una ética ambiental sólida, ya que implica que lo que se piensa y se dice esté en sintonía con el actuar. Este valor sugiere que la educación ambiental debe ir más allá de la transmisión de conocimientos, fomentando una reflexión crítica que conduzca a prácticas ambientales alineadas con los principios éticos.
La integración de estos valores en la vida cotidiana y en las instituciones educativas y sociales busca fomentar una cultura de responsabilidad ambiental y promover estilos de vida más sostenibles. De este modo, los valores ambientales no solo abogan por el bienestar común y la preservación de los ecosistemas, sino que también contribuyen a crear una sociedad más consciente y comprometida con la protección del planeta y la mejora de la calidad de vida de todas las especies.

### La ética ambiental es el núcleo de la conservación
La ética ambiental cumple un papel central como justificación moral para la conservación de la biodiversidad. Esta reflexión ha cobrado relevancia internacional, como quedó plasmado en la Cumbre de la Tierra de 1992, donde más de 150 países firmaron la Convención sobre la Biodiversidad, haciendo que la protección de la biodiversidad del planeta se convirtiera en una prioridad internacional.
En el marco de los valores ambientales, siguiendo las ideas de Smith y Smith los humanos son solo una de las millones de especies que habitan la Tierra, además de ser habitantes relativamente nuevos en la larga historia evolutiva de la vida en el planeta y no deberían arrogarse el derecho de provocar la extinción masiva de otras formas de vida. Esta postura sostiene que el respeto y la protección de otras especies no deben depender exclusivamente de su utilidad económica o científica, sino de un principio moral más amplio que reconozca su valor intrínseco.
Forma parte de la naturaleza el accionar de las especies provocando cambios en el ambiente circundante, aunque es poco probable que alguna especie haya tenido un impacto tan notable en el ambiente en un lapso tan breve como lo hizo el ser humano. La cuestión natural que enfrenta la humanidad es de naturaleza moral, preguntándose hasta que grado permitiremos que las actividades humanas sigan causando la extinción de decenas de miles de especies con las que compartimos el planeta 
La ciencia puede ayudar a identificar y cuantificar los problemas relacionados con el cuidado ambiental, pero la solución radica más allá del campo de la ciencia. Implica cuestiones sociales, económicas y éticas que influyen en nuestras vidas. A diferencia de los diversos problemas de la sociedad que la ciencia debe resolver, éste se trata de un problema que la ciencia puede identificar pero requiere la participación activa de todos los sectores de la sociedad para encontrar una solución.
Inspirada en la obra de Aldo Leopold (The Land Ethic, 1933), la ética ambiental sostiene que los principios éticos no deben limitarse solo a regular las relaciones entre seres humanos, sino ampliarse para incluir la relación entre la sociedad y la comunidad biótica en su conjunto —la tierra, los animales, las plantas y los ecosistemas. Leopold argumentó que históricamente la ética se expandió primero como una regulación religiosa, luego como una ética social a través de la democracia y, finalmente, debería desarrollarse como una ética de la sustentabilidad entre humanos y ambiente. Según esta visión, la relación del ser humano con la tierra no debe ser meramente económica ni basada solo en privilegios, sino que implica obligaciones morales hacia la conservación y la continuidad de la vida.
Diversos autores han retomado este enfoque subrayando la necesidad de establecer derechos de conservación que incentiven prácticas responsables en el manejo de los recursos naturales (Daly y Cobb, 1989). Estos mecanismos, además de normas técnicas y legales, buscan fomentar una ética de uso racional y sustentable de la tierra, fortaleciendo la protección de la biodiversidad más allá de su valor económico inmediato. Así, la ética ambiental se articula como el núcleo moral que fundamenta y orienta las políticas de conservación y uso sustentable de los recursos naturales.